# Crónica do Imperador Clarimundo
Crónica do imperador Clarimundo é um romance de cavalaria português escrito por João de Barros e publicado pela primeira vez em Coimbra em 1522.
A obra, que finge ser traduzida do húngaro, conta a vida e feitos do cavaleiro Clarimundo, que chega a ser rei da Hungria e imperador de Constantinopla e do qual, segundo o livro, descendem os reis de Portugal. Termina prometendo uma segunda parte, que não se chegou a imprimir.
Clarimundo foi reimpresso em Lisboa em 1522 e 1601, e em Coimbra em 1555. Apesar de que os livros de cavalarias caíram de moda e de ser uma obra bastante voluminosa, manteve sua popularidade durante um período considerável, já que mesmo atingiu duas edições mais no século XVIII, uma em 1742 e outra em Lisboa em 1790.
Este livro divulgou a lenda de que o Conde D. Henrique era filho dum rei da Hungria, origem indicada nas páginas iniciais da Chronica do Muito Alto e Muito Esclarecido Príncipe D. Afonso Henriques, Primeiro Rey de Portugal, da autoria de Duarte Galvão.